# Dylan Englebert
Pour les articles homonymes, voir Englebert.
Dylan Englebert né le 20 avril 2000, est un joueur belge de hockey sur gazon. Il évolue au poste d'attaquant au Léopold et avec l'équipe nationale belge.
Il a fait ses débuts le 1er octobre 2019 lors de l'un des trois matchs amicaux contre l'Inde.